# Bréal-sous-Vitré
Bréal-sous-Vitré è un comune francese di 653 abitanti situato nel dipartimento dell'Ille-et-Vilaine nella regione della Bretagna.

## Società

### Evoluzione demografica
Abitanti censiti